# Through Life's Window
Through Life's Window è un cortometraggio muto del 1914 diretto da Maurice Costello e Robert Gaillard

## Trama
Through Life's Window

## Produzione
Il film fu prodotto dalla Maurice Costello Productions per la Vitagraph Company of America.

## Distribuzione
Distribuito dalla General Film Company, il film - un cortometraggio in una bobina - uscì nelle sale cinematografiche statunitensi il 10 agosto 1914.